# Mix & Match (EP)
Mix & Match là mini-album đầu tay của Loona Odd Eye Circle, nhóm nhỏ thứ hai của nhóm nhạc nữ Hàn Quốc Loona, được Blockberry Creative phát hành vào ngày 21 tháng 9 năm 2017. Album bao gồm năm bài hát trong đó có đĩa đơn "Girl Front". Mix & Match được tái phát hành với tên gọi Max & Match vào ngày 31 tháng 10 năm 2017.

## Bối cảnh và phát hành
Từ tháng 5 đến tháng 7, thông qua dự án trước khi ra mắt của Loona, Kim Lip, JinSoul và Choerry lần lượt được công bố là các thành viên thứ sáu, bảy và tám của nhóm. Đầu tháng 9 năm 2017, ba người trở thành thành viên nhóm nhỏ thứ hai của Loona với tên gọi Loona Odd Eye Circle, và nhóm được công bố là sẽ phát hành mini-album đầu tay Mix & Match. Album và video âm nhạc của bài hát chủ đề "Girl Front" được phát hành vào ngày 21 tháng 9 năm 2017. Đĩa đơn thứ hai "Loonatic" được phát hành vào ngày 23 tháng 10 năm 2017.
Ngày 31 tháng 10 năm 2017, Mix & Match được tái phát hành với tên gọi Max & Match. Phiên bản này bổ sung ba bài hát mới trong đó có đĩa đơn "Sweet Crazy Love".

## Danh sách đĩa nhạc
| STT              | Nhan đề          | Phổ lời                              | Phổ nhạc                                                               | Thời lượng |
| ---------------- | ---------------- | ------------------------------------ | ---------------------------------------------------------------------- | ---------- |
| 1.               | "Odd"            | G-high (MonoTree)                    | Ollipop, Hayley Aitken                                                 | 0:45       |
| 2.               | "Girl Front"     | 박지연, 황현 (MonoTree), Jaden Jeong | Ollipop, Hayley Aitken                                                 | 3:16       |
| 3.               | "Loonatic"       | G-High (MonoTree)                    | G-High, 김유석 (MonoTree)                                              | 3:00       |
| 4.               | "Chaotic"        | Artronic Waves, Safira.K, David Kate | Artronic Waves, David Kater                                            | 3:59       |
| 5.               | "Starlight"      | GDLO, 박지연 (MonoTree)              | Composed by Hyuk Shin (Joombas), NOPARI (MonoTree), JJ Evans (Joombas) | 3:21       |
| Tổng thời lượng: | Tổng thời lượng: | Tổng thời lượng:                     | Tổng thời lượng:                                                       | 14:21      |

| Max & Match      | Max & Match        | Max & Match                          | Max & Match                                                 | Max & Match |
| STT              | Nhan đề            | Phổ lời                              | Phổ nhạc                                                    | Thời lượng  |
| ---------------- | ------------------ | ------------------------------------ | ----------------------------------------------------------- | ----------- |
| 1.               | "Add"              |                                      | NOPARI, GDLO, 황현 (MonoTree)                               | 1:11        |
| 2.               | "Sweet Crazy Love" | 박지연 (MonoTree)                    | Daniel Kim, Charli Taft, Thomas Sardorff, G-high (MonoTree) | 3:36        |
| 3.               | "Uncover"          | G-high (MonoTree)                    | G-high (MonoTree)                                           | 3:20        |
| 4.               | "Girl Front"       | 박지연, 황현 (MonoTree), Jaden Jeong | Ollipop, Hayley Aitken                                      | 3:16        |
| 5.               | "Loonatic"         | G-High (MonoTree)                    | G-High, 김유석 (MonoTree)                                   | 3:00        |
| 6.               | "Chaotic"          | Artronic Waves, Safira.K, David Kate | Artronic Waves, David Kater                                 | 3:59        |
| 7.               | "Starlight"        | GDLO, 박지연 (MonoTree)              | Hyuk Shin (Joombas), NOPARI (MonoTree), JJ Evans (Joombas)  | 3:21        |
| 8.               | "Odd Front"        | 박지연, 황현 (MonoTree)              | Ollipop, Hayley Aitken                                      | 3:46        |
| Tổng thời lượng: | Tổng thời lượng:   | Tổng thời lượng:                     | Tổng thời lượng:                                            | 25:29       |

## Bảng xếp hạng
| Bảng xếp hạng (2017)        | Thứ hạng cao nhất | Doanh số     |
| --------------------------- | ----------------- | ------------ |
| South Korean Albums (Gaon)  | 16                | - HQ: 2.718+ |
| US World Albums (Billboard) | 10                | - HQ: 2.718+ |

| Bảng xếp hạng (2017)        | Thứ hạng cao nhất | Doanh số     |
| --------------------------- | ----------------- | ------------ |
| South Korean Albums (Gaon)  | 22                | - HQ: 2.124+ |
| US World Albums (Billboard) | 11                | - HQ: 2.124+ |